# Gobo (spectacle)
Cet article court présente un sujet plus développé dans : Projecteur (spectacle).

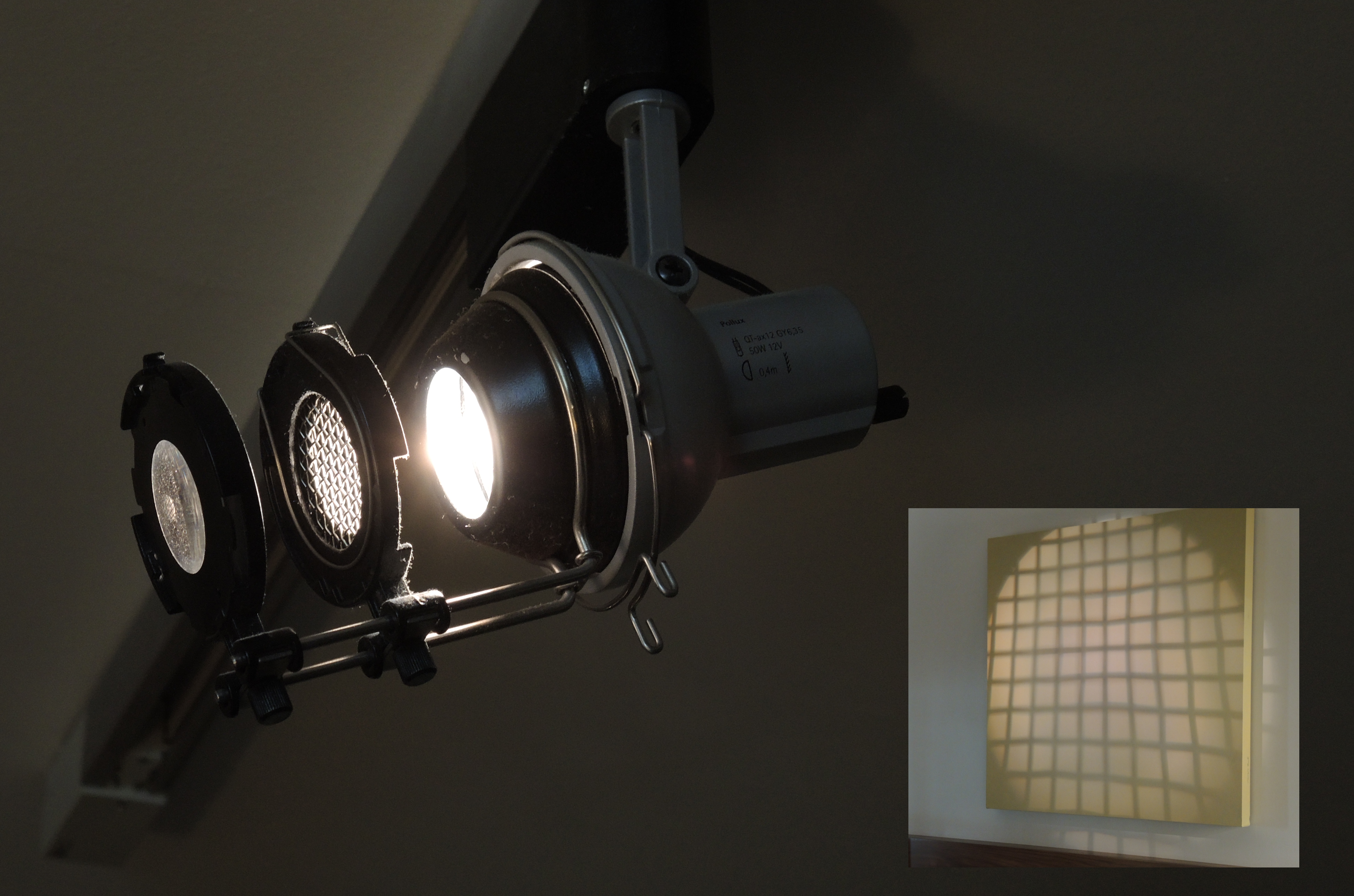
Dispositif d'éclairage décoratif incorporant un gobo. Les composants, de droite à gauche, sont le corps de lampe (qui comprend une lentille de condensation), le gobo lui-même (une grille faite de fils) et la lentille de mise au point. L'encart en bas à droite montre le motif projeté par ce dispositif. L'espacement entre le gobo et la lentille peut être modifié pour changer la taille et la mise au point de l'image.

Un gobo, dont le terme dérive de l'anglais goes before optics, est une plaque métallique, sur laquelle est découpé, le plus souvent au laser, un motif. 
Cette plaque, alors placée devant un projecteur, permet d'obtenir une image lumineuse du motif. Très utilisés en photographie, les gobos sont devenus également très populaires dans le monde du spectacle.

## Projecteurs de gobos
Un projecteur de gobos fonctionne comme un projecteur de diapositives. La source lumineuse, avec le plus souvent un miroir réflecteur sphérique et un condenseur optique, éclaire le gobo. Une optique du genre de celles qu'on trouve dans un projecteur de poursuite en projette l'image sur la scène.